# Heijsehaven
De Heijsehaven of Heysehaven is een haven in het Rotterdams havengebied. De haven is een zijtak van de Nieuwe Maas aan de zuidzijde van de rivier en ligt ten noordwesten van Heijplaat.
Ten westen liggen de Werkhaven en de Eemhaven, ten noordoosten ligt de Dokhaven en ten oosten ligt de Waalhaven. Ten westen van de Heijsehaven ligt het Quarantainestation Heijplaat.

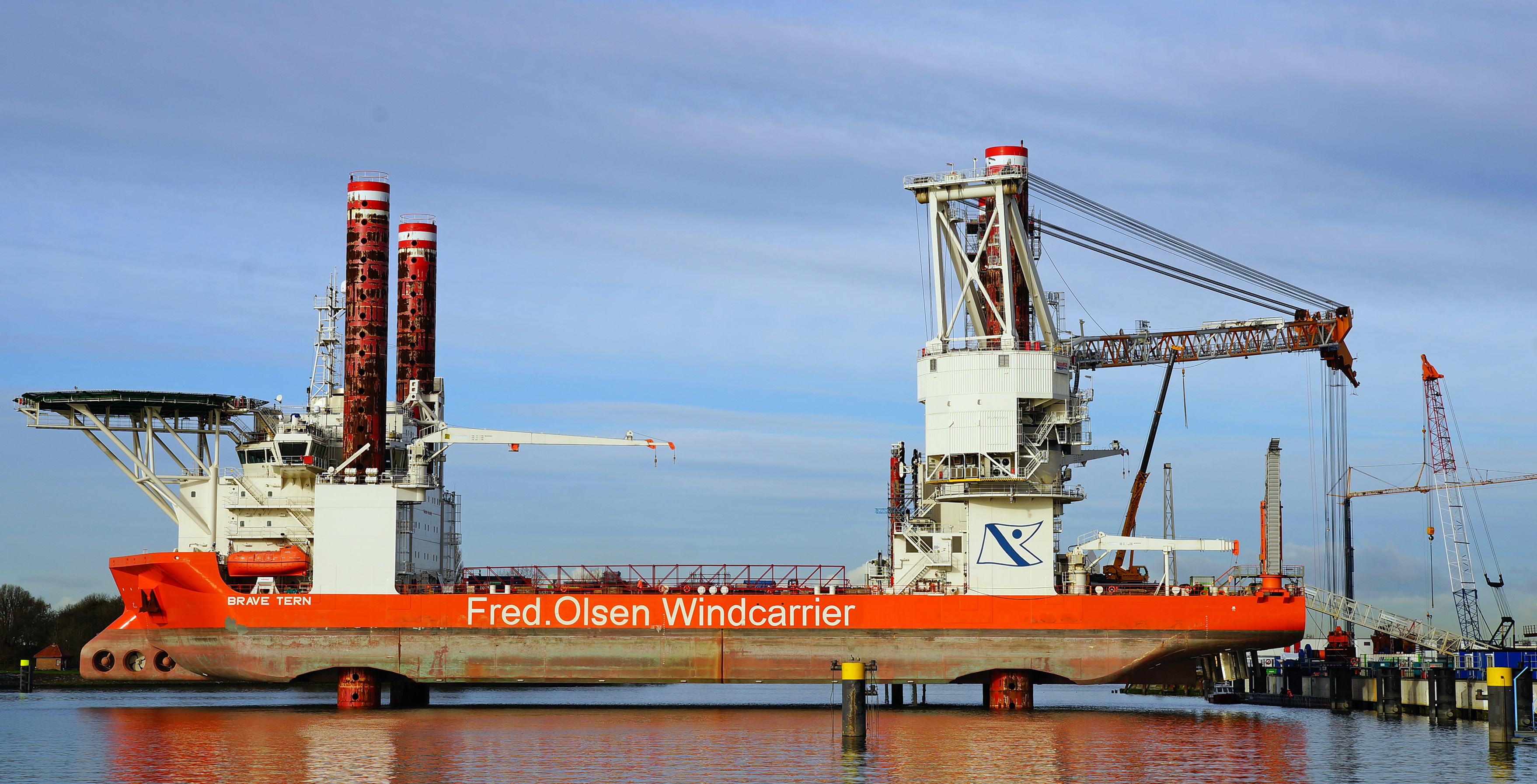
Brave Tern in de Heijsehaven
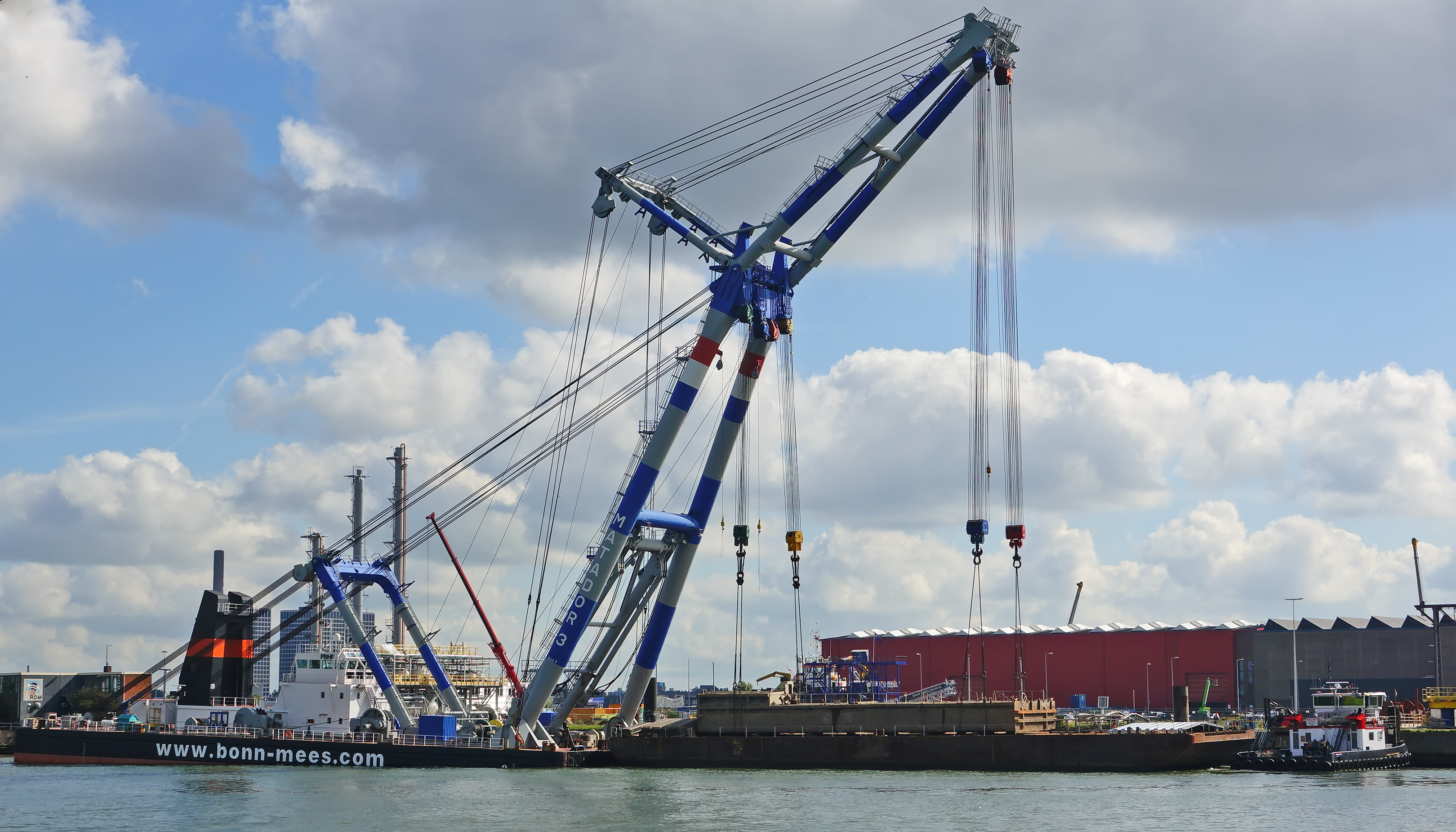
Een drijvende bok in de Heijsehaven
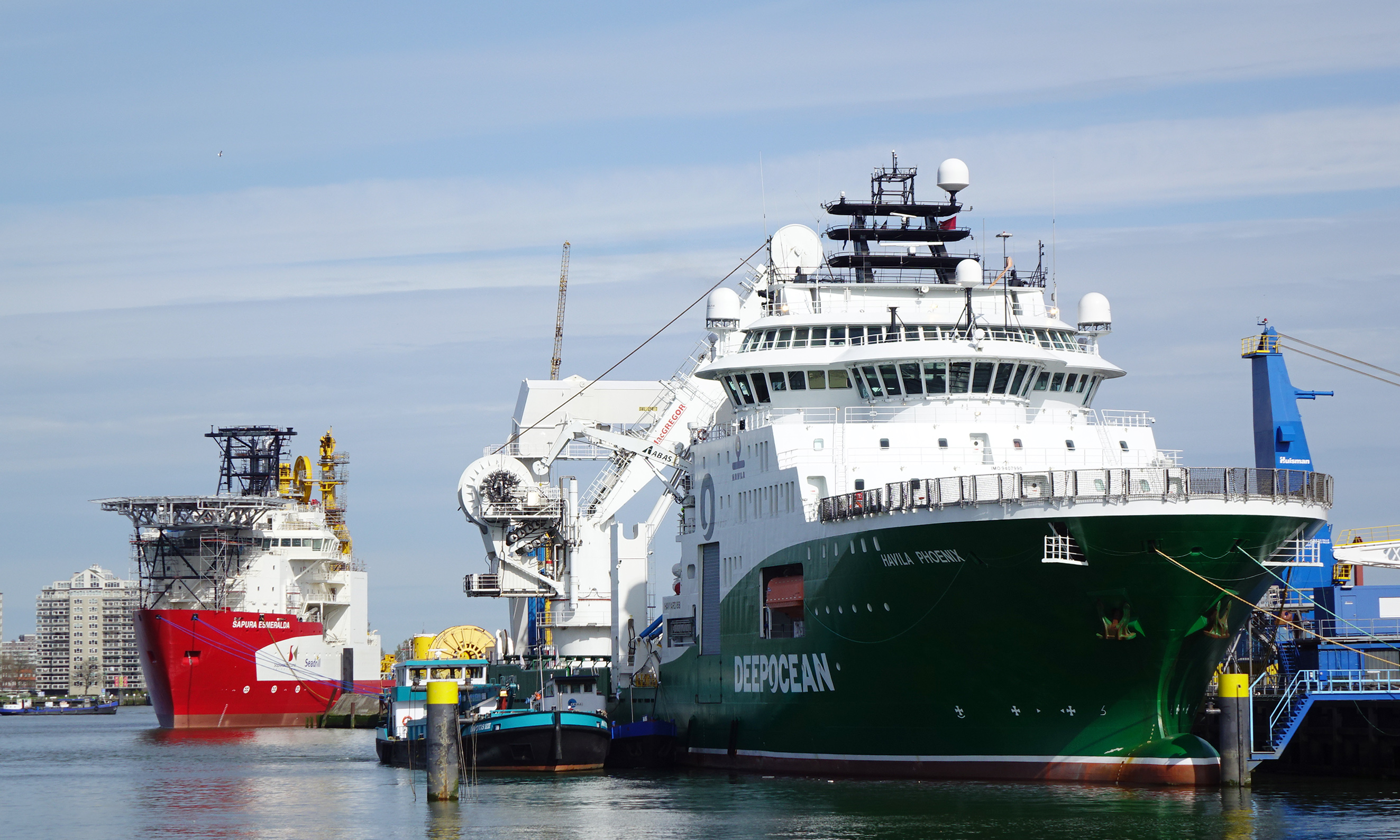
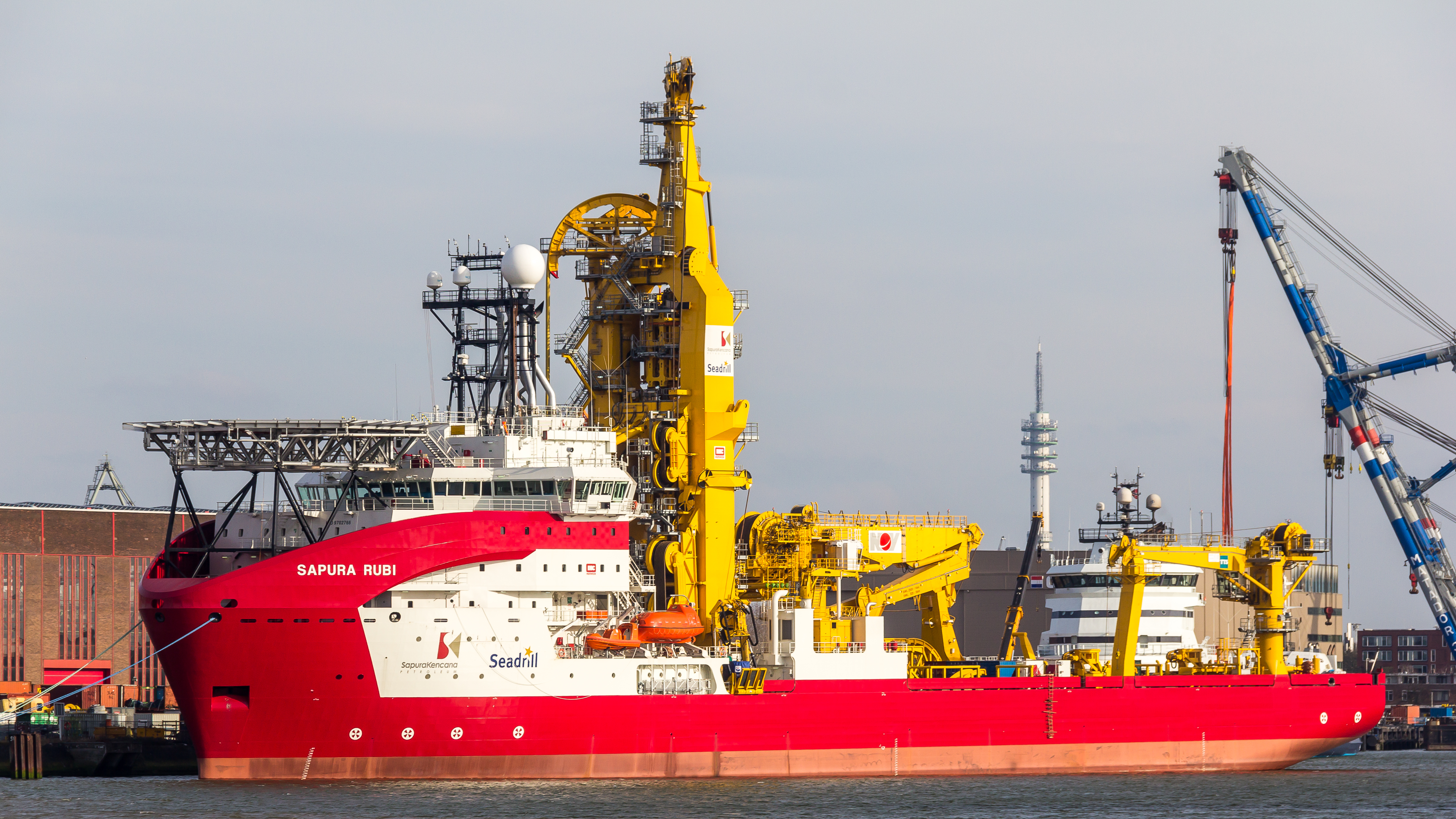